# Гуревич, Юрий Григорьевич
Юрий Григорьевич Гуревич (9 мая 1921, Красноармейск, Таврическая губерния — 2 сентября 2015, Курган) — советский и российский учёный-металлург, специалист в области порошковых сталей и композиционных материалов, разработчик современной технологии производства булата. Доктор технических наук, профессор Курганского государственного университета. Заслуженный деятель науки и техники РСФСР, почётный гражданин города Златоуста.

## Биография
Юрий Григорьевич Гуревич родился 9 мая 1921 года в семье военного в городе Красноармейске Ялтинского уезда Таврической губернии РСФСР, ныне город Ялта — административный центр городского округа Ялта Республики Крым Российской Федерации, но согласно законодательству Украины город Ялта — административный центр Ялтинского горсовета Автономной Республики Крым Украины.
В 1939 году с отличием окончил среднюю школу № 38 в городе Днепропетровске, ныне город Днепр. В марте 1940 года начал трудовую деятельность шофёром строительных войск НКВД СССР. Ветеран Великой Отечественной войны.
В 1946 году окончил Московский институт стали им. И. В. Сталина по специальности «Инженер-электрометаллург».
В 1947—1956 годах работал на Златоустовском металлургическом заводе: мастером по плавке электростали ЭСПЦ-1 и начальником экспериментальной лаборатории ЦЗЛ, совмещая эти должности с работой преподавателя математики в школе, а в 1951—1956 годах — заведующего Златоустовского учебно-консультационного пункта Всесоюзного заочного политехнического института.
В 1956—1970 годах работал в Челябинском политехническом институте: директор Златоустовского филиала, заведующий кафедрой «Общая металлургия». В 1961 году защитил кандидатскую диссертацию «Улучшение качества слитка нержавеющей титаносодержащей стали». В 1970—1973 годах работал в Оренбургском политехническом институте доцентом кафедры «Химия».
В 1972 году защитил докторскую диссертацию «Нитриды титана в нержавеющей стали» (о термодинамике и кинетике фазовых превращений в стали и сплавах).
С 1973 года работал заведующий кафедрой «Технология металлов» Курганского машиностроительного института (с 1995 года — Курганский государственный университет). В 1974 году получил звание профессора и основал научную школу «Фазовые превращения в порошковых сталях, чугунах и композиционных материалах». При его содействии в 1975 году была открыта аспирантура по специальности «Порошковая металлургия и композиционные материалы», в 1988 году создана вузовско-академическая лаборатория «Порошковая металлургия и композиционные материалы» УрО РАН. С 1989 года — профессор этой кафедры и научный руководитель лаборатории «Порошковая металлургия».
Юрий Григорьевич Гуревич умер 2 сентября 2015 года в городе Кургане Курганской области.

## Научная и преподавательская деятельность
Разработал технологию производства нержавеющей стали с использованием при разливке в изложницы петролатума, что значительно повысило выход годного материала. Под его руководством разработаны новые износостойкие композиционные материалы — карбидостали и карбидочугуны; проведены исследования, в результате которых были получены термокинетические диаграммы, позволяющие прогнозировать механические свойства деталей из порошковых сталей после закалки; разработаны новые установки, работающие в самогенерируемой защитной среде, которые позволяют совместить спекание, закалку, отпуск и пропитку маслом пористых деталей из порошковых сталей.
Автор теории, представляющей булат как один из первых в мире композиционных материалов. Разработал современную технологию производства булата. Разработанные им технологии внедрены на многих заводах Урала.
Более полувека Ю. Г. Гуревич исследовал состав булатной стали, изобрёл технологию выплавки стали с применением расходуемых металлических электродов (режущие свойства нового сплава вдвое выше аналогичных свойств булата). Он один из авторов изобретённых в Златоусте способов производства слитков булатной стали, смазки изложниц при помощи петролатума.
Автор более 350 научных публикаций, из которых 8 — монографии; является обладателем 77 свидетельств и патентов на изобретения. Научный руководитель 27 кандидатов и 3 докторов наук. Наиболее известны его монографии: «Термообработка порошковых сталей» (1985), «Карбидостали» (1988), научно-популярные книги: «Тайна крылатого коня» (1980), «Загадка булатного узора» (1985), «Металлурги изобретают» (1990).

## Награды и звания
- Орден Дружбы, 2002 год
- Юбилейная медаль «За доблестный труд. В ознаменование 100-летия со дня рождения Владимира Ильича Ленина», 1970 год
- Медаль «За доблестный труд в Великой Отечественной войне 1941—1945 гг.», 1993 год
- Медаль «Ветеран труда», 1985 год
- Заслуженный деятель науки и техники Российской Федерации, 1995 год
- Почётный работник высшего профессионального образования Российской Федерации, 1998 год
- Нагрудный знак «За отличные успехи в работе», 1988 год
- Лауреат премии им. П. П. Аносова.
- Лауреат премии Губернатора Курганской области за лучшую исследовательскую работу в области порошковой металлургии, 1999 год.
- Лауреат Всесоюзного конкурса на лучшее произведение научно-популярной литературы, 1985 год, «Загадка булатного узора».
- 3-я премия во Всесоюзном конкурсе на лучшую научно-популярную работу, 1955 год, «Разработка новой технологии выплавки шихтовой болванки с применением вольфрамовой окалины и хромоалюминиевых отходов»
- Победитель Всесоюзного конкурса на лучшую исследовательскую работу в области металлургии.
- Почётный гражданин города Златоуста, 8 сентября 1994 года, постановление № 795 Главы администрации города Златоуста, за особые заслуги и высокое мастерство в профессиональной деятельности
- Почётный профессор Южно-Уральского государственного университета, 2001 год, Златоустовский филиал
- Действительный член Нью-Йоркской Академии Наук, 1996 год
- награждён грамотами и дипломами Лейпцигской ярмарки и ВДНХ.

## Научные труды
- Розин Б.Б., Гейфман Р.С., Гуревич Ю.Г. Выборочный метод изучения рабочего времени. — Челябинск: Кн. изд., 1961. — 62 с. — 200 экз.[6]
- Охримович Б.П., Гуревич Ю.Г., Петров А.К. Дефекты слитков легированных сталей и выбор оптимальных условий разливки. — Челябинск: Южн.-Уральское кн. изд., 1967. — 95 с. — 2000 экз.[7]
- Гуревич Ю.Г. Тайна крылатого коня. — Челябинск: Южн.-Уральское кн. изд., 1980. — 193 с. — 3000 экз.[8]
- Котов В.Ф., Гуревич Ю.Г., Пожидаев Ю.И. Резерв эффективности (Порошковая металлургия на Юж. Урале) / Науч. ред. Ю.Г. Гуревич. — Челябинск: Южн.-Уральское кн. изд., 1982. — 117 с. — 3000 экз.[9]
- Гуревич Ю.Г. Загадка булатного узора. — М.: Знание, 1985. — 192 с. — 75 000 экз.[10]
- Гуревич Ю.Г., Рахманов В.И. Термическая обработка порошковых сталей. — М.: Металлургия, 1985. — 81 с. — 2610 экз.[11]
- Гуревич Ю.Г., Нарва В.К., Фраге Н.Р. Карбидостали. — М.: Металлургия, 1988. — 142 с. — 1840 экз. — ISBN 5-229-00162-3.[12]
- Гуревич Ю.Г.. Металлурги изобретают. — М.: Металлургия, 1990. — 104 с. — 24 500 экз. — ISBN 5-229-00538-6.[13]
- Гуревич Ю.Г.,Шпитко Г.Н. Конструкционные материалы для деталей автомобиля. — Курган: Изд-во Кург. машиностроит ин-та, 1996. — 132 с. — 200 экз. — ISBN 5-86328-037-9.[14]
- Термодинамика и кинетика металлургических процессов / Под ред. Ю.Г. Гуревича, О.И. Бухтоярова. — Курган: КМИ, 1996. — 131 с. — 150 экз. — ISBN 5-86328-065-4.[15]

## Семья
Ю. Г. Гуревич был женат, жена — Светлана Анатольевна Ильина, конструктор на Курганмашзаводе. Дочь Лилия.